# Schloss Hirschholm

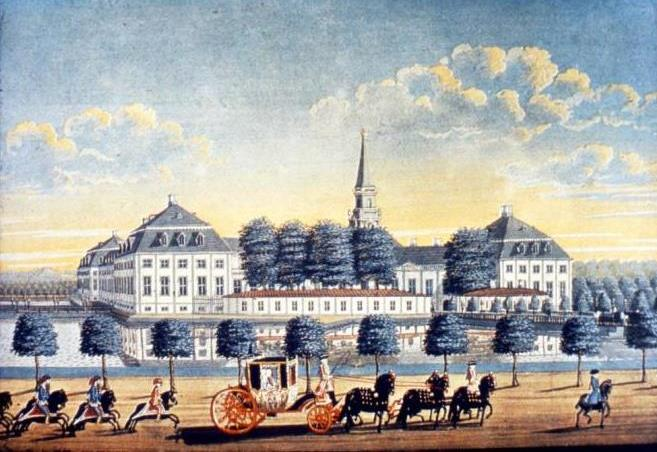
Schloss Hirschholm. Gemälde von Johan Jacob Bruun, 1740.

Das Schloss Hirschholm war ein Barockschloss im heutigen Hørsholm nördlich von Kopenhagen auf der Insel Seeland in Dänemark. Das Schloss wurde 1730–1744 vom Hofbaumeister Laurids de Thurah als Sommerresidenz für König Christian VI. und Königin Sophie Magdalene erbaut. Das Schloss verfiel ab 1771 und wurde 1810–1812 abgerissen. Nur Ställe, Scheunen und andere Ökonomiegebäude sind erhalten. Auf dem Platz des Schlosses 1823 die Hørsholmer Kirche errichtet.

## Geschichte

### Vorgeschichte
Das Schloss Hirschholm wurde auf einem seit dem Mittelalter genutzten Gelände errichtet. Ab etwa 1100 gab es an der Stelle ein Rittergut, das als „Hyringsholm“, „Hyrnixholm“ oder „Hørringsholm“ bekannt war. 1391 wurde das Gut Krongut, als Königin Margarethe I. das Anwesen in Besitz nahm. Ende des 16. Jahrhunderts errichteten Friedrich II. und Christian IV. auf dem Gelände ein königliches Jagdschloss. Mitte des 17. Jahrhunderts hatte sich eine königliche Tradition entwickelt, wonach der regierende König seiner Gemahlin Schloss Hørsholm schenkte und es als Sommerresidenz genutzt wurde. Das Anwesen wurde nun direkt vom Königshaus verwaltet, und die Einnahmen gingen an die Königin. Die Gemahlin Friedrichs IV., Königin Louise, besaß Schloss Hørsholm zwischen 1700 und 1721. Sie ließ es modernisieren und fügte die Anlage eine Reihe von Wirtschaftsgebäuden hinzu.

### Die Sommerresidenz der Königin Sophie Magdalene

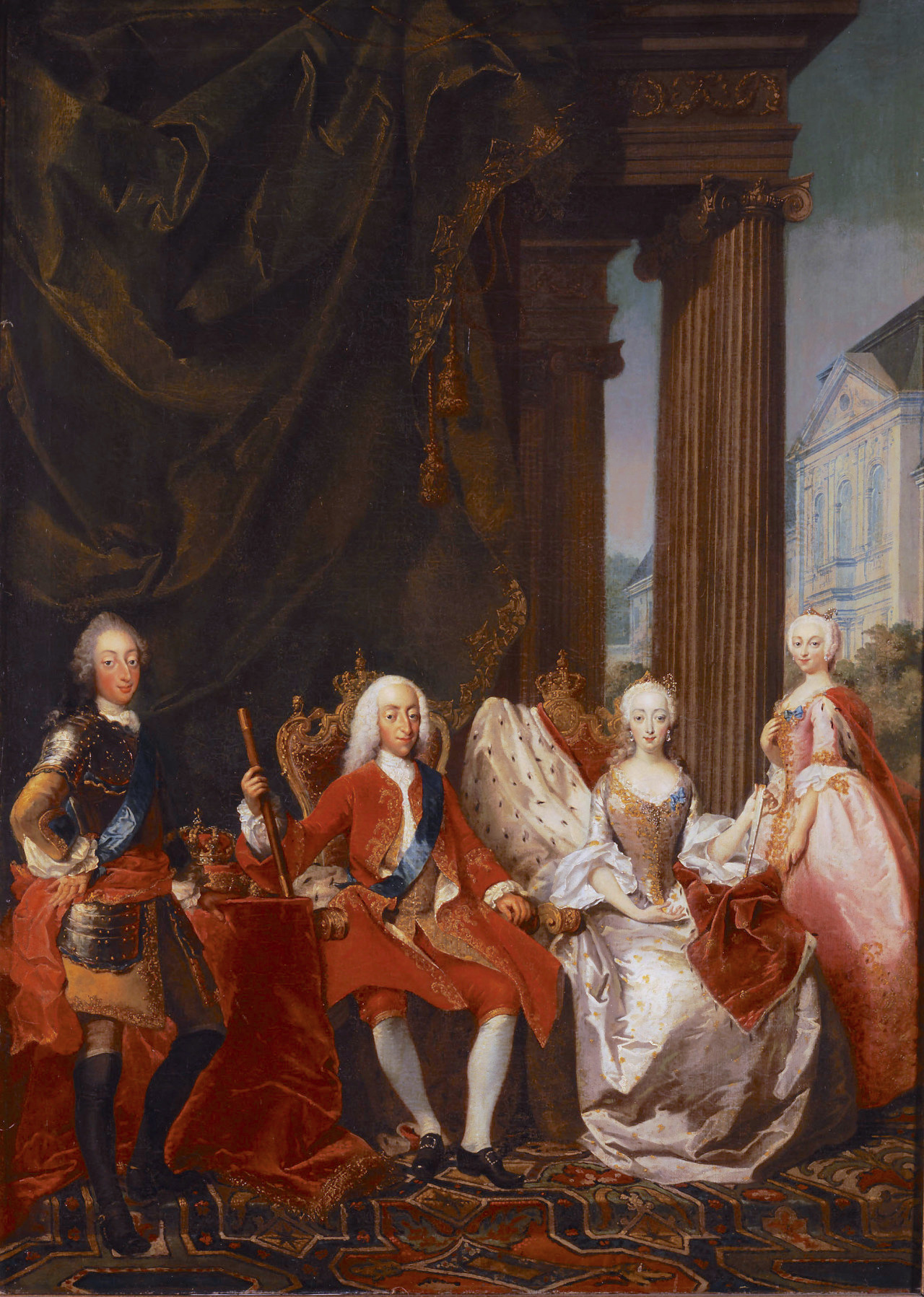
König Christian VI. und Königin Sophie Magdalene, umgeben von Kronprinz Friedrich und Kronprinzessin Louise. Im Hintergrund Schloss Hirschholm. Gemälde von Markus Tuscher, um 1744 (Schloss Rosenborg).

Unmittelbar nach seiner Thronbesteigung im Jahr 1730 schenkte König Christian VI. Schloss Hirschholm seiner Königin Sophie Magdalene als Leibgedinge. Die Königin entschied, dass das alte Schloss in eine anständige Sommerresidenz für das Königspaar umgewandelt werden sollte. Bis zur Übernahme waren die dortigen Bedingungen bescheiden, da an der mittelalterlichen Anlage bis dahin nur wenige Modernisierungen vorgenommen worden waren. Königin Sophie Magdalene ließ daher 1730–1744 ein neues Barockschloss vom Hofbaumeister Laurids de Thurah bauen.

### Niedergang der Anlage
Das Schloss verfiel ab 1771 und wurde 1810–1812 abgerissen. Nur Ställe, Scheunen und andere Ökonomiegebäude sind erhalten.

### 20. Jahrhundert und Gegenwart
Auf dem Platz des Schlosses steht heute die Hørsholmer Kirche.